# Youth of the Nation
"Youth of the Nation" é o quinto single da banda californiana de Nu Metal P.O.D. e o segundo do álbum Satellite. Foi lançado em 15 de fevereiro de 2002 pela Atlantic Records e produzido por Howard Benson.

## Youth of the Nation
A música foi um dos maiores hits do P.O.D. em 2002. Em parte foi inspirada por alguns acontecimentos nas escolas "Santana High School" e "Granite Hills High School".
Youth of The Nation sai um pouco do entretenimento, e fala sobre valores do mundo moderno que tem corrompido jovens, não apenas na nação norte-americana, mas no mundo todo. A música conta exemplos, como o de desvalorização do jovem, levado ao suicídio, ou a descrença no verdadeiro amor, refletido em relacionamentos superficiais... O clipe mostra o que a música fala, os "Jovens da Nação", seguindo as estradas de suas vidas de acordo como ditam.

## Clipe
O clipe foi exibido em vários canais em todo o mundo. Fez muito sucesso principalmente na MTV americana.
Em uma situação o clipe foi censurado na TV americana. O motivo foi muito simples e inocente. Logo chegando ao final do clipe, a menina que seria a "Suzy" da história contada pela letra da música, aparece em cima do carro em movimento, soltando um lençol, dá para perceber, "já anoitecendo". Na versão liberada do clipe a cena é substituída por esta outra: "A menina aparece dentro do carro com os amigos olhando um mapa. Só dá para ver o cabelo dela".

## Premiações
28° lugar na Billboard US Hot 100;
1° lugar na US Modern Rock;
6° lugar na US Main stream Rock.

## Músicas
1. "Youth of the Nation (Album Version)" - 4:18
2. "Alive (Semi-Acoustic Version)" - 3:25
3. "Sabbath (Non-Album Bonus Track)" - 4:33

## Participações de Outros Artistas
- D.J. Harper, Jonnie Hall, Colin Sasaki, Nils Montan, Laurie Schillinger, Meagan Moore, Ayana Williams, Healey Moore - Vozes das crianças na música "Youth of the Nation".